# Andréi Dundukov
Andréi Guennádievich Dundukov –en ruso, Андрей Геннадьевич Дундуков– (Yuzhno-Sajalinsk, URSS, 12 de noviembre de 1966) es un deportista soviético que compitió en esquí en la modalidad de combinada nórdica.
Ganó dos medallas en el Campeonato Mundial de Esquí Nórdico, plata en 1989 y bronce en 1987.

## Palmarés internacional
| Campeonato Mundial | Campeonato Mundial | Campeonato Mundial | Campeonato Mundial        |
| Año                | Lugar              | Medalla            | Prueba                    |
| ------------------ | ------------------ | ------------------ | ------------------------- |
| 1987               | Oberstdorf (RFA)   | Medalla de bronce  | TN + 3 × 10 km por equipo |
| 1989               | Lahti (Finlandia)  | Medalla de plata   | TN + 15 km individual     |